# 斎藤太吾
斎藤 太吾（さいとう だいご、1980年3月7日 - ）は、埼玉県所沢市出身のドリフトドライバー。
愛称は「ダイゴ」。チューニング・マシン製作などを手掛けるショップであるFAT FIVE RACINGの代表も務める。
2008年、2016年のD1グランプリシリーズチャンピオン。

## 来歴
高校時代、軽井沢へバイクでツーリングに出かけた際、通りかかった峠で偶然ドリフトを見かけ、ドリフトに興味を持つ。免許取得後当初はミニクーパーに乗るが、その後シルビア（S13型）でドリフトを始める。
2004年度よりD1GPに参戦し、2006年頃から追走にしばしば進出するようになった。マシンはマークII（JZX90型）を使用し、重量のある4ドアセダン車で、軽量の2ドアクーペ車をも上回るほどの進入速度を効果的に利用して戦った。しかし当時は単走を得意とする一方で追走では成績が不安定であった。
2007年、第2戦富士スピードウェイでは、ベスト8での川畑真人とのサドンデスで300Rの芝生に乗り、アンダーステアとなり川畑のマシンに接触してしまったことがきっかけで、クラッシュが発生するが、結果的に双方に大事はなかった。クラッシュの後の第3戦鈴鹿サーキットからマシンをマークII（JZX100型）に変更、シーズンの途中からは松田豊久・前田謙の所属先であるチームK&L JAPANに加入しシリーズ成績7位。なお2007年のシード選手の中では、唯一、追走準決勝への進出経験がなかった。
2008年度は単走の審査基準から進入速度が外されると、より大きな角度と大量の白煙を出す走り方に切り替えた。パワーを生かした追走で、第2戦富士スピードウェイで決勝進出、第3戦鈴鹿で4位、続いて第4戦岡山国際サーキットで準決勝へと進出した。第5戦オートポリスにて地元出身の野村謙を下して優勝。最終戦富士スピードウェイでは、マシントラブルにて準決勝で敗退するも、2位の今村陽一を直接対決で下し、2008年度のシリーズチャンピオンを決めた。
2009年からはベールマンのエアロ提供でマシンをフォード・マスタングに切り替え、メンテナンスとチューニングはこれまでと同様FNATZが担当する予定だったが白紙になった。
2012年からインドネシアのアキレスタイヤのサポートを受けてフォーミュラ・ドリフトにレクサス・SCで参戦、シリーズ初参戦にして見事シリーズチャンピオンを獲得。さらにフォーミュラ・ドリフト・アジアでもレクサス・IS Cで参戦し、こちらもチャンピオンを獲得しており、D1でチャンピオンを獲得した場合三冠の可能性があったものの、フォーミュラ・ドリフト及びアジアを優先した都合上3戦を欠場したのが最終的なリザルトに響き、出場したラウンドのうち最終戦以外の全てで決勝に上がるなど活躍したものの、シリーズランキング2位に終わった。
2013年は自身のショップであるFAT FIVE RACINGを立ち上げ、フォーミュラ・ドリフト、フォーミュラ・ドリフト・アジア、D1GPに参戦。シーズン終盤に車両を保管していたガレージが火災に見舞われ、それまで使用していたマシンが焼失してしまうという憂き目に合う。
2014年にはJZX100型マークIIをベースに、車重わずか1トンのボディに、2JZ-GTE改3.4Lとギャレット製GTX40タービン（レスポンスを重視してインタークーラーレス仕様）を組み合わせて1000馬力を発揮するフルチューンエンジンを搭載したマシンを新規製作し、第4戦から投入した（製作が間に合わなかったため、第3戦までは前年までフォーミュラ・ドリフト・アジアで使用していた車両をD1規定に合うように改修して使用した）。
2015年にはHKSと共にR35型GT-Rでフォーミュラ・ドリフトに参戦。一方D1GPでは前年に引き続きマークIIをドライブし、第2戦、第5戦、第6戦と3度の優勝を果たし、シリーズランキングを2位で終えた。また、同年にはランボルギーニ・ムルシエラゴの世界初となるドリフト仕様を製作し、10月のD1最終戦・お台場に参戦した。
2016年にはD1に初参入となる中国企業のワンリタイヤと契約を結び、同社のワークスドライバーとしてD1に参戦。同社のデビュー戦となる開幕戦・お台場を優勝で飾ると、続く第2戦、第3戦も優勝し開幕3連勝とした。第5戦エビスも優勝し、第6戦終了時点で、6戦中4勝という圧倒的な成績を残し、最終戦のお台場を待たずしてシリーズチャンピオンを決めた。また、最終戦お台場でも優勝を収め、前人未到の年間5勝という金字塔を打ち立てた。
2017年はマシンをマークIIからコルベットGT3をベースとした車両にスイッチ。第6戦エビスサーキットでの優勝を含め四度表彰台に立ち、シリーズランキング3位となった。
2018年はグッドライドタイヤのサポートを受けて参戦。また、同年12月に南アフリカで行われたジムカーナ・グリッドにもコルベットで出場、初出場にしてRWDクラス優勝を飾った。
2019年はTOYOTA GAZOO RacingとZeknovaタイヤのサポートを受けて、新型車となるGRスープラを発売前にお披露目し、D1GPに参戦した。
2020年も引き続きGRスープラでD1GPに参戦し、第2戦エビスで準優勝の成績を収めた。また同年、埼玉県内にある自身のファクトリー近くに建設していた練習やテスト用のマイサーキットが完成した。
2021年もGRスープラで参戦。タイヤはSAILUNタイヤのサポートを受ける。第1戦の奥伊吹を優勝で飾ったが、その後は成績がやや安定せず、第3・4戦の欠場もありシリーズ12位となった。
2022年は松山北斗とともにチームTMARよりFDJに、またD1GPにも同チームから松山・中村直樹・上野高広とともに参戦。マシンはFDJでは新たに製作したGR86を、D1GPでは引き続きGRスープラを使用する。タイヤはヨコハマのサポートとなる。D1GPでは第8戦エビスで単走優勝・追走3位を獲得しシリーズランキングは総合10位、FDJでは第1戦鈴鹿ツインで3位、第4戦奥伊吹で準優勝するなど活躍しシリーズ5位の成績を収めた。
2023年はFDJには参戦せず、D1GPのみを戦うこととなった。車両は変わらずGRスープラを使用する。タイヤは2023年1月のオートサロンの時点でTOYO TIREであると発表されていたが、開幕戦はGOODRIDEを使用した。第3戦筑波サーキットからはシバタイヤのサポートを受け参戦する。
2024年はシバタイヤのセミワークスドライバーとなることが発表された。序盤はGRスープラで参戦し、途中でAMG GT3に変更すると発表されたが結局GRスープラで参戦を続けた。シリーズ序盤はシリーズを圧倒していたものの、中盤のマシントラブルが響き、最終的にシリーズ2位で終えた。FDJにはナスカーで使用されたV8エンジンを搭載したGRスープラで参戦していたものの開幕戦で故障。スープラのアップグレードを兼ねて修復を行う為、同じV8エンジンを搭載するアルテッツァにマシンを変更した。

## エピソード
- マシンメイクを得意とし、近年はカスタムビルダーとしても腕を振るっている。大排気量でハイパワーを得ることのできる2JZ-GTEエンジンを日本国内で流行らせた[10]ほか、ムルシエラゴやコルベット、GRヤリス[11]など、ドリフト界では異色と言えるマシンの製作も行っている。アンチラグシステムをドリフトの世界に持ち込んだのは斎藤であると言われている[12]。またWRCドライバーのカッレ・ロバンペラは、斎藤がチューニングしたGRスープラで欧州ドリフト選手権に参戦したことがある[13]。
- 強烈な角度やスピードによるアグレッシブな走りを持ち味とする。かつてD1で審査委員長を務めていた土屋圭市は「太吾の走りは凄すぎて参考にならないから、みんなは真似しないように」と評した[14]。
  - 2008年6月7・8日にお台場で行われたエキシビジョンでは、他の選手が皆ホイールスピンを警戒してアクセルをコントロールしながら走っていたのに対し、アクセル全開で白煙を巻き上げながら1コーナーへ進入していった[15]。
  - 2010年第5戦エビスでは、特別ルールによるライン変更を効果的に利用し、最終コーナーの飛び出しで前2輪が完全に浮き上がる進入速度でドリフトし、車体の下から向こう側が見えるという当時はあり得なかったジャンピングドリフトを行い、会場を沸かせた[16]。
  - 2012年のD1セントレアラウンドにて行われた「角度番長決定戦」にて70.7°をマークし、2位の日比野哲也に10°の差をつけて優勝した。表彰式にて賞品のリーゼントカツラを着用したところ、あまりに似合っていたため会場を爆笑させた[17]。
- 実家が経営する保育園で、保育園バスの運転手をしていた時期がある[1]。